# Башмаковський район
Башмако́вський район (рос. Башмаковский район) — муніципальний район у складі Пензенської області Російської Федерації.
Адміністративний центр — селище міського типу Башмаково.

## Історія
Пачелмський район утворено 16 липня 1928 року у складі Пензенського округу Середньоволзької області. 1929 року район переходить до складу Середньоволзького краю, 1935 року — Куйбишевського краю, 1936 року — Куйбишевської області, з 27 вересня 1937 року — Тамбовської області, з 4 лютого 1939 року — новоутвореної Пензенської області.
У квітні 1959 року  до складу району увійшла територія ліквідованого Сусідського району. 1963 року до складу району включена територія ліквідованого Пачелмського району, однак 1965 року він був відновлений і виокремлений.

## Населення
Населення — 19866 осіб (2019; 23304 в 2010, 25159 у 2002).

## Адміністративний поділ
Район адміністративно поділяється на 1 міське та 10 сільських поселень:
| Поселення                     | Площа, км² | Населення, осіб (2002) | Населення, осіб (2010) | Населення, осіб (2019) | Центр       | Населені пункти |
| ----------------------------- | ---------- | ---------------------- | ---------------------- | ---------------------- | ----------- | --------------- |
| Башмаковське міське поселення | 11,01      | 9783                   | 10416                  | 9880                   | Башмаково   | 1               |
| Алексієвська сільська рада    | 173,85     | 1849                   | 1599                   | 1441                   | Нікульєвка  | 3               |
| Бояровська сільська рада      | 121,25     | 927                    | 672                    | 346                    | Каменка     | 4               |
| Високинська сільська рада     | 109,92     | 1316                   | 1205                   | 992                    | Високе      | 5               |
| Знаменська сільська рада      | 280,31     | 2204                   | 1707                   | 1259                   | Знаменське  | 16              |
| Кандієвська сільська рада     | 81,49      | 569                    | 561                    | 430                    | Кандієвка   | 3               |
| Липовська сільська рада       | 175,03     | 1362                   | 1138                   | 829                    | Липовка     | 3               |
| Підгорнська сільська рада     | 94,68      | 578                    | 377                    | 284                    | Підгорне    | 3               |
| Сусідська сільська рада       | 151,95     | 2215                   | 1975                   | 1618                   | Сусідка     | 5               |
| Троїцька сільська рада        | 180,50     | 2462                   | 2086                   | 1586                   | Тимірязєво  | 10              |
| Шереметьєвська сільська рада  | 238,50     | 1894                   | 1568                   | 1201                   | Шереметьєво | 7               |

2010 року була ліквідована Кирилловська сільська рада, її територія увійшла до складу Липовської сільради; була ліквідована Соф'євська сільська рада, її територія увійшла до складу Шереметьєвської сільради.
2019 року була ліквідована Починковська сільська рада, її територія увійшла до складу Алексієвської сільради; була ліквідована Сосновська сільська рада, її територія увійшла до складу Знаменської сільради; була ліквідована Соломинська сільська рада, її територія увійшла до складу Сусідської сільради.

## Найбільші населені пункти
Нижче подано перелік населених пунктів з чисельність населення понад 1000 осіб:
| № | Населений пункт | Населення, осіб (2002) | Населення, осіб (2010) |
| - | --------------- | ---------------------- | ---------------------- |
| 1 | Башмаково       | 9783                   | 10416                  |
| 2 | Сусідка         | 1439                   | 1379                   |
| 3 | Знаменське      | 1321                   | 1094                   |
| 4 | Тимірязєво      | 1070                   | 1039                   |